# Grasshopper (Cocktail)

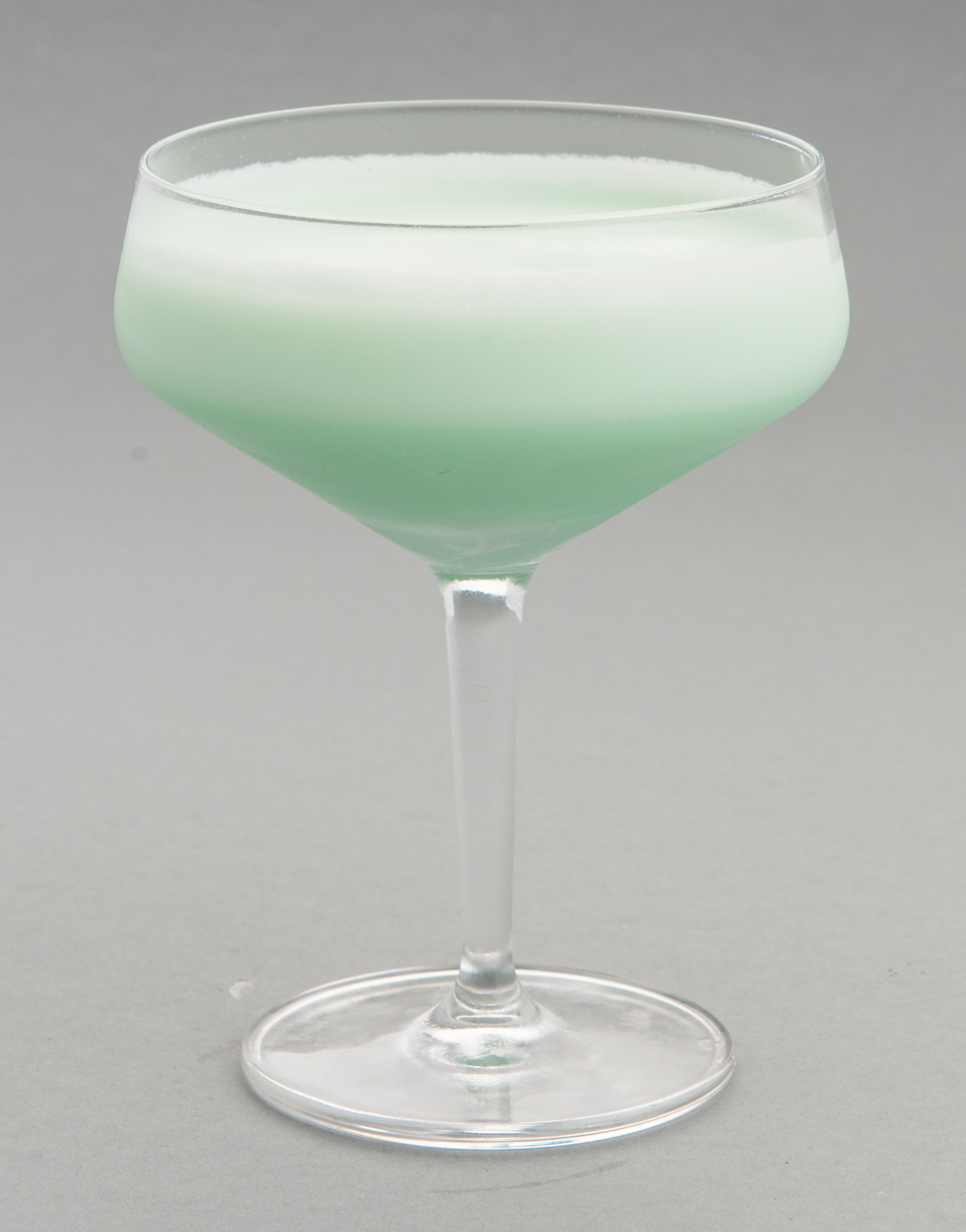
Grasshopper

Grasshopper (englisch Grashüpfer) ist ein cremig-süßer, alkoholischer Cocktail aus Sahne, klarem („weißem“) Kakaolikör (Crème de Cacao) und grünem Pfefferminzlikör (Crème de Menthe). Aufgrund seiner gehaltvollen Zutaten zählt er zu den Dessert- oder After-Dinner-Cocktails, wobei sein Alkoholgehalt vergleichsweise gering ist, da nur Liköre, jedoch keine hochprozentigen Basisspirituosen enthalten sind.

## Geschichte
Meist wird der Cocktail Philibert Guichet, dem Eigentümer der Tujaque’s Bar in New Orleans zugeschrieben, wobei die Angaben zur Entstehungszeit stark variieren. Einem Restaurantführer von Roy. F. Guste zufolge habe Guichet mit dem Getränk den zweiten Platz bei einem Cocktail-Wettbewerb belegt, und zwar zwischen 1928 und 1930. Damit müsste der Wettbewerb während der Alkoholprohibition stattgefunden haben, was zweifelhaft erscheint. Poppy Tooker stieß bei seinen Recherchen für ein Buch über die 1856 eröffnete Tujaque’s Bar angeblich auf Zeitungsberichte, nach denen der Drink bereits 1919 entstand, also vor der Prohibition, und ist sich sicher, dass in New Orleans schon in den 1920er Jahren Grasshopper-Cocktails serviert wurden. In verbreiteten Rezeptsammlungen der 1930er Jahre, zum Beispiel dem Savoy Cocktail Book (1930) oder dem Café Royal Cocktail Book, kommt der Cocktail allerdings noch nicht vor. Im Pocket Recipe Guide des Museum of the American Cocktail (2007) wird seine Entstehung erst in den 1950er Jahren vermutet; in diese Zeit fallen auch die ersten Zeitungsberichte, in denen der Cocktail erwähnt wird. David Embury erwähnt den Grasshopper in seinem (in verschiedenen Ausgaben zwischen 1948 und 1958 erschienenen) Standardwerk The Fine Art of Mixing Drinks immerhin am Rande; ihm zufolge sei der Cocktail ursprünglich ein Pousse Café gewesen, das heißt, die Zutaten wurden im Glas geschichtet und nicht gemixt. Größere Popularität erreichte der Cocktail vermutlich erst, seit er Ende der 1950er Jahre als Signature Drink für Liköre des US-amerikanischen Spirituosenherstellers Hiram Walker and Sons beworben wurde.
Die International Bartenders Association (IBA) führte den Cocktail bis 2011 in ihrer Liste der Official Cocktails in der Kategorie After-Dinner Cocktail; in der aktuellen Fassung ist er unter Contemporary Classics zu finden (Stand: Juni, 2017).
Wegen seiner grünen Farbe ist der Cocktail in den USA vor allem am Saint Patrick’s Day beliebt, gilt aber zum Teil auch als „Oma-Getränk“ und Reminiszenz an die 1950er und 1960er Jahre.

## Zubereitung
Die meisten heute üblichen Rezepturen sehen entweder gleiche Teile aller drei Zutaten oder aber zwei Teile Sahne und je einen Teil der Liköre Crème de Cacao (weiß, also klar) und Crème de Menthe (grün) vor. Manchmal wird der Anteil des Pfefferminzlikörs leicht reduziert und/oder ein Teil der Sahne durch Milch ersetzt, wobei Dale DeGroff von Letzterem abrät: 

“What’s enjoyable about this drink is its silken, ropy texture, which you can get only from the cream.”

„Was Spaß macht an diesem Drink ist seine seidige, zähe Textur, die man nur durch Sahne erreicht.“

In der Regel werden alle Zutaten im Cocktail-Shaker mit Eiswürfeln oder zerstoßenem Eis (Crushed Ice) geschüttelt und „straight up“, also ohne Eis, in eine vorgekühlte Cocktailschale abgeseiht. Vor allem in den Vereinigten Staaten sind Varianten verbreitet, bei denen die Sahne durch (Vanille-)Eiscreme ersetzt wird; der Drink wird dann im Blender (Standmixer) zubereitet.